# Вьюнник, Богдан Сергеевич
Богда́н Серге́евич Вью́нник (укр. Богдан Сергійович В'юнник; род. 21 мая 2002, Харьков) — украинский футболист, нападающий гданьской «Лехии».

## Клубная карьера
Родился 21 мая 2002 года в Харькове. В детско-юношеской футбольной лиге Украины выступал за харьковский «Металлист» (2013—2016), киевское «Динамо» (2016—2017) и донецкий «Шахтёр» (2017—2019).
В сезоне 2018/19 дебютировал в чемпионате Украины среди юношеских команд, а в следующем сезоне — в молодёжном первенстве страны.
11 декабря 2019 года дебютировал в юношеской Лиги чемпионов в матче против итальянской «Аталанты» (1:2).
Перед матчем 21 октября 2020 года в рамках группового раунда Лиги чемпионов против мадридского «Реала» ряд игроков «Шахтёра» выбыли из-за COVID-19 и не смогли принять участие в поединке. В результате этого главный тренер «горняков» Луиш Каштру включил Вьюнника в заявку на игру. На поле 18-летний дебютант вышел в конце игры в добавленное время вместо Маркоса Антонио.

## Карьера в сборной
Сыграл в первом официальном матче сборной Украины до 15 лет против Чехии, который состоялся 23 мая 2017 года (0:1).
В составе сборной до 17 лет провёл 6 матчей и забил 1 гол (в ворота сборной Косова) на отборочном турнире к чемпионату Европы 2019 года.
В октябре 2020 года главный тренер молодёжной сборной Украины Руслан Ротань вызвал Вьюнника на матчи отборочного турнира чемпионата Европы 2021. Тем не менее, сыграть за молодёжку Вьюннику не удалось, поскольку перед игрой у него обнаружился COVID-19.

## Статистика
| Выступление      | Выступление      | Выступление      | Чемпионат | Чемпионат | Кубок | Кубок | Еврокубки | Еврокубки | Прочие | Прочие | Итого | Итого |
| Клуб             | Лига             | Сезон            | Игры      | Голы      | Игры  | Голы  | Игры      | Голы      | Игры   | Голы   | Игры  | Голы  |
| ---------------- | ---------------- | ---------------- | --------- | --------- | ----- | ----- | --------- | --------- | ------ | ------ | ----- | ----- |
| Шахтёр (Донецк)  | Премьер-лига     | 2020/21          | 5         | 0         | 0     | 0     | 1         | 0         | 0      | 0      | 6     | 0     |
| Шахтёр (Донецк)  | Премьер-лига     | 2023/24          | 6         | 1         | 0     | 0     | 0         | 0         | 0      | 0      | 6     | 1     |
| Шахтёр (Донецк)  | Итого            | Итого            | 12        | 1         | 0     | 0     | 1         | 0         | 0      | 0      | 13    | 1     |
| → Мариуполь      | Премьер-лига     | 2021/22          | 11        | 1         | 2     | 0     | 0         | 0         | 0      | 0      | 13    | 1     |
| → Мариуполь      | Итого            | Итого            | 11        | 1         | 2     | 0     | 0         | 0         | 0      | 0      | 13    | 1     |
| → Цюрих          | Суперлига        | 2021/22          | 4         | 0         | 0     | 0     | 0         | 0         | 0      | 0      | 4     | 0     |
| → Цюрих          | Суперлига        | 2022/23          | 7         | 0         | 1     | 0     | 6         | 0         | 0      | 0      | 14    | 0     |
| → Цюрих          | Итого            | Итого            | 11        | 0         | 1     | 0     | 6         | 0         | 0      | 0      | 18    | 0     |
| → ГАК            | Вторая лига      | 2022/23          | 14        | 1         | 0     | 0     | 0         | 0         | 0      | 0      | 14    | 1     |
| → ГАК            | Итого            | Итого            | 14        | 1         | 0     | 0     | 0         | 0         | 0      | 0      | 14    | 1     |
| Всего за карьеру | Всего за карьеру | Всего за карьеру | 48        | 2         | 3     | 0     | 7         | 0         | 0      | 0      | 58    | 2     |

1. ↑  Кубок Украины, Кубок Швейцарии
2. ↑  Суперкубок Украины

## Достижения
«Шахтёр» (Донецк)
- Чемпион Украины: 2023/24

Сборная Украины
- Бронзовый призёр молодёжного чемпионата Европы: 2023